# Norrsätra (bok)
Boken Norrsätra är skriven av Louis De Geer och utkom 1932. Det är den första delen i trilogin om Lennarts vistelse på internatskolan Norrsätra. De andra två delarna heter: Det hände på Norrsätra och Farväl Norrsätra.
Verklighetens Norrsätra är Lundsbergs skola, Sveriges första internatskola som ligger i Värmland. Författaren till boken gick själv på Lundsbergs skola 1899-1907 och trilogin baseras på hans egna upplevelser av internatskolan och dess kultur. Många av böckernas karaktärer och byggnader har sina motsvarigheter i verkligheten. För att ta ett exempel, elevhemmet Foresta som Lennart och hans lillebror Tore skrivs in på när de anländer till Norrsätra, motsvarar i verkligheten Lundsbergs elevhem Forest Hill. Här bodde Louis De Geer under sin tid på Lundsberg; även efterkommande generationer från släkten De Geer har bott här under sin studietid.

## Källa
- De Geer, Louis, Norrsätra, Bonnier 1932